# Municipio de Davis (condado de Henry)
El municipio de Davis (en inglés: Davis Township) es un municipio ubicado en el condado de Henry en el estado estadounidense de Misuri. En el año 2010 tenía una población de 241 habitantes y una densidad poblacional de 2,6 personas por km².

## Geografía
El municipio de Davis se encuentra ubicado en las coordenadas 38°20′35″N 93°54′36″O / 38.34306, -93.91000. Según la Oficina del Censo de los Estados Unidos, el municipio tiene una superficie total de 92.86 km², de la cual 85,99 km² corresponden a tierra firme y (7,39 %) 6,86 km² es agua.

## Demografía
Según el censo de 2010, había 241 personas residiendo en el municipio de Davis. La densidad de población era de 2,6 hab./km². De los 241 habitantes, el municipio de Davis estaba compuesto por el 95,85 % blancos, el 1,24 % eran afroamericanos, el 0,41 % eran amerindios, el 0,83 % eran asiáticos y el 1,66 % eran de una mezcla de razas. Del total de la población el 2,49 % eran hispanos o latinos de cualquier raza.